# Festival de la fiction TV de Saint-Tropez 2002
La 4e édition du Festival de la fiction TV s'est déroulée à Saint-Tropez, du 19 au 21 septembre 2002.   

## Jury
Le jury était composé de  :

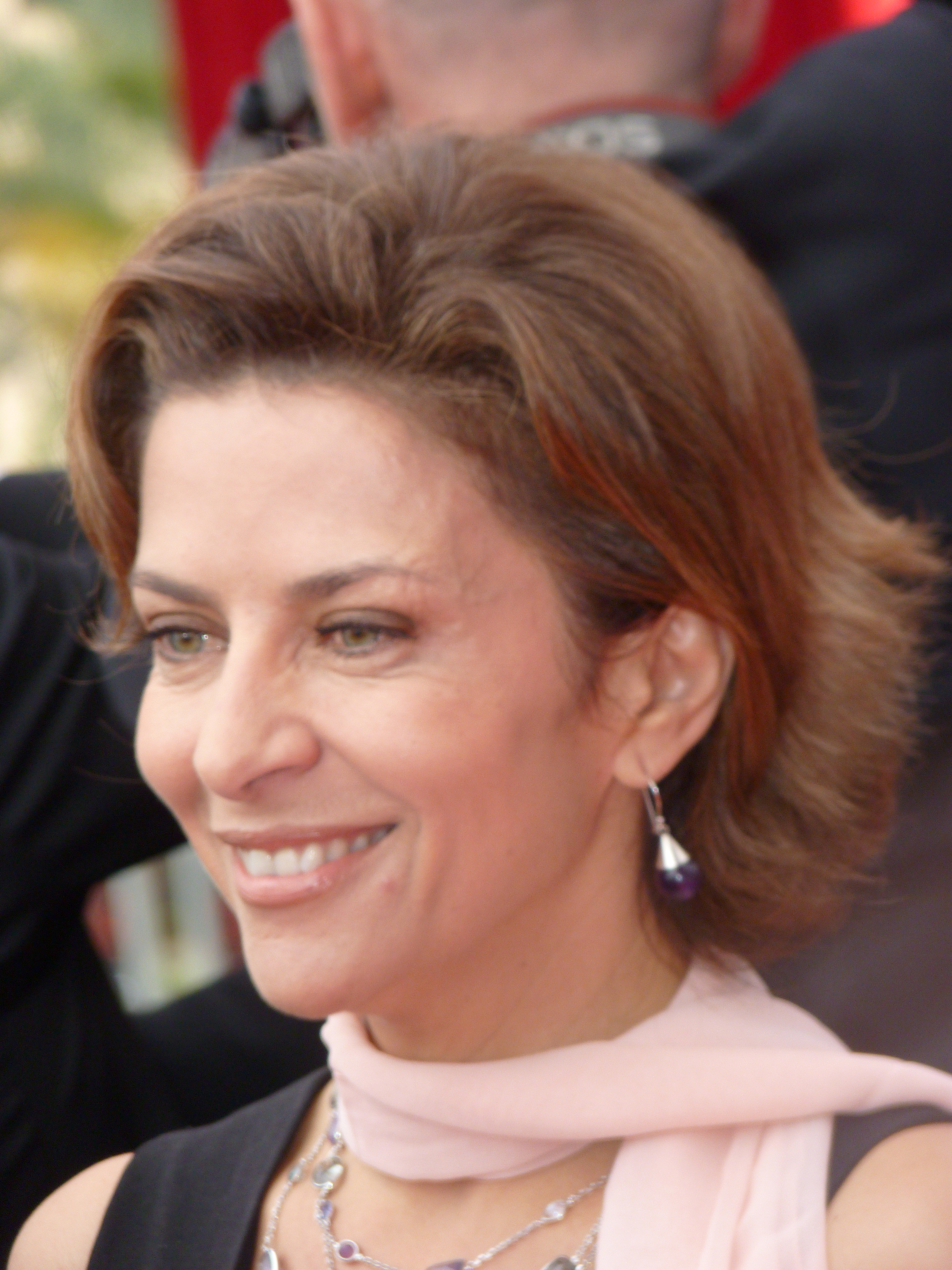
Corinne Touzet, présidente du jury

- Corinne Touzet (présidente), comédienne
- Anthony Delon, comédien
- Valérie Guignabodet, scénariste
- Joël Santoni, réalisateur
- Macha Méril, comédienne
- François Marthouret, comédien

## En compétition
Les fictions suivantes étaient en compétition :

### Téléfilms unitaires
- Un bébé noir dans un couffin blanc (France 3), de Laurent Dussaux
- La Bête du Gévaudan (France 3 / Arte), de Patrick Volson
- Froid comme l'été (Arte), de Jacques Maillot
- Mortes de préférence (TF1), de Jean-Luc Breitenstein
- Un petit Parisien (France 3), de Sébastien Grall
- Tous les chagrins se ressemblent, de Luc Béraud

### Séries de 52 minutes
- Brigade des mineurs (M6), épisode Amour amer
- Police District (M6), épisode Fin de course

### Mini séries
- À cran (France 2), d'Alain Tasma
- Le miroir d'Alice (France 3), de Marc Rivière

### Séries de 90 minutes
- Boulevard du Palais (France 2), épisode Les Murmures de la forêt
- Femmes de loi (TF1), épisode L'École du vice

## Présentés hors compétition
Les œuvres suivantes ont été présentées hors compétition :
- Si j'étais lui (France 2), de Philippe Triboit
- On n'a plus de sushis à se faire (France 3), de Philippe Venault
- Aux quatre coins du monde (Arte)

## Palmarès
Le jury a décerné les prix suivants :
- Meilleur téléfilm : Un petit Parisien
- Meilleure série de 90 minutes : Boulevard du palais - épisode Les Murmures de la forêt
- Meilleure mini série : À cran
- Meilleure série de 52 minutes : Police District - épisode Fin de course
- Meilleure interprétation masculine : Daniel Russo pour À cran
- Meilleure interprétation féminine : Sarah Grappin pour Froid comme l'été
- Meilleure réalisation : Sébastien Grall pour Un petit Parisien
- Meilleur scénario : Gérard Carré et Marie Montarnal pour À cran
- Meilleure musique : Tomás Gubitsch pour Un petit Parisien
- Révélation et découverte : Mika Tard pour Froid comme l'été et Arnaud Binard pour Mortes de préférence
- Prix spécial du jury et de la ville de Saint-Tropez : Femmes de loi - épisode L'École du vice